# Svetovno prvenstvo v nogometu 2018 - kvalifikacije (CONCACAF)
Kvalifikacije Severne, Srednje Amerike in Karibov za Svetovno prvenstvo v nogometu 2018 v Rusiji je nogometni turnir za reprezentance, ki so članice konfederacije Severne, Srednje Amerike in Karibov (CONCACAF). Skupno se lahko na prvenstvo kvalificira 3 ali 4 reprezentanc (3 neposredno in 1 v med-konfederacijskih kvalifikacijah).

## Format
Kvalifikcije se igrajo v petih krogih:
- Prvi krog: 14 ekip (ekipe uvrščene od 22–35) igrjo dve tekmi, eno doma in eno v gosteh. Sedem zmagovalcev napreduje v drugi krog.
- Drugi krog: 20 ekip (ekipe rangirane od 9–21 in sedem zmagovalcev prvega kroga) prav tako igrajo dve tekmi, eno na domačem igrišču in eno v gosteh. V tretji krog napreduje deset zmagovalcev.
- Tretji krog: 12 ekip (sedmo in osmo uvrščeni ekipi ter deset zmagovalcev drugega kroga) igra tekme doma in v goteh, v dveh tekmah. Šest zmagovalcev napreduje v četrti krog.
- Četrti krog: 12 ekip (ekipe rangirane od 1–6 in šest zmagovalcev tretjega kgroga) je razdeljenih v tri skupine po štiri ekipe, igrajo tekme doma in v gosteh. Prvi dve ekipi iz vsake skupine napredujeta v peti krog.
- Peti krog: Šest ekip iz četrtega kroga tvorijo eno skupino, igrajo tekme doma in v gosteh. Prve tri uvrščene ekipe se kvalificirajo na Svetovno prvenstvo v nogometu 2018, četrto uvrščena ekipa pa igra med-konfederacijske kvalifikacije za mesto na prvenstvu; pomeri se s peto uvrščeno ekipo Azijskih kvalifikacij (AFC).

## Udeleženci
35 reprezentanc CONCACAF in članic FIFE je začelo v kvalifikcijah. Da so določili nosilce in nenosilce, so za prve štiri kroge kvalifikacij uporabili FIFA svetovno lestvico za avgust 2014 (razvrstitev ekip na lestvici je v oklepaju v spodnji tabeli).
| Začnejo v četrtem krogu (rangirane od 1. do 6. mesta)                                                      | Začnejo v tretjem krogu (rangirane od 7. do 8. mesta) | Začnejo v drugem krogu (rangirane od 9. do 21. mesta) | Tekmujejo v prvem krogu (rangirane od 22. do 35. mesta) |
| --- | ----------------------------------------------------- | --- | --- |
| {{ 1. Kostarika (15) 2. Mehika (17) 3. ZDA (18) 4. Honduras (43) 5. Panama (63) 6. Trinidad in Tobago (80) | 7. Jamajka (85) 8. Haiti (117)                        | 9. Kanada (122) 10. Kuba (124) 11. Aruba (124) 12. Dominikanska republika (126) 13. Salvador (127) 14. Surinam (131) 15. Gvatemala (134) 16. Sveti Vincencij in Grenadine (134) 17. Saint Lucia (138) 18. Grenada (142) 19. Antigva in Barbuda (149) 20. Gvajana (153) 21. Portoriko (155) | 22. Saint Kitts in Nevis (159) 23. Belize (162) 24. Montserrat (165) 25. Dominika (168) 26. Barbados (169) 27. Bermuda (173) 28. Nikaragva (175) 29. Otoki Turks in Caicos (181) 30. Curaçao (182) 31. Ameriški Deviški otoki (191) 32. Bahami (193) 33. Kajmanji otoki (197) 34. Britanski Deviški otoki (201) 35. Angvila (207) |

## Razpored
Razpored tekmovanja je opredeljen spodaj:
| Krog        | Tekma       | Datum                          |
| ----------- | ----------- | ------------------------------ |
| Prvi krog   | Prva tekma  | 22.–31. marec 2015             |
| Prvi krog   | Druga tekma | 22.–31. marec 2015             |
| Drugi krog  | Prva tekma  | 8.–16. junij 2015              |
| Drugi krog  | Druga tekma | 8.–16. junij 2015              |
| Tretji krog | Prva tekma  | 31. avgust – 8. september 2015 |
| Tretji krog | Druga tekma | 31. avgust – 8. september 2015 |
| Četrti krog | Tekme 1     | 9.–17. november 2015           |
| Četrti krog | Tekme 2     | 9.–17. november 2015           |
| Četrti krog | Tekme 3     | 21.–29. marec 2016             |
| Četrti krog | Tekme 4     | 21.–29. marec 2016             |
| Četrti krog | Tekme 5     | 29. avgust – 6. september 2016 |
| Četrti krog | Tekme 6     | 29. avgust – 6. september 2016 |

| Krog      | Tekma       | Datum                          |
| --------- | ----------- | ------------------------------ |
| Peti krog | Tekme 1     | 7.–15. november 2016           |
| Peti krog | Tekme 2     | 7.–15. november 2016           |
| Peti krog | Tekme 3     | 20.–28. marec 2017             |
| Peti krog | Tekme 4     | 20.–28. marec 2017             |
| Peti krog | Tekme 5     | 5.–13. junij 2017              |
| Peti krog | Tekme 6     | 5.–13. junij 2017              |
| Peti krog | Tekme 7     | 28. avgust – 5. september 2017 |
| Peti krog | Tekme 8     | 28. avgust – 5. september 2017 |
| Peti krog | Tekme 9     | 2.–10. oktober 2017            |
| Peti krog | Matchday 10 | 2.–10. oktober 2017            |

Med-konfederacijske se bodo igrale med 6.–14. novembrom 2017.

## Prvi krog
Žreb za prvi korg je potekal 15. januarja 2015, ob 19:40 (UTC–5), v W Hotel v Miamiju, na Floridi, v ZDA.
| Ekipa 1                 | Skupni rezultat    | Ekipa 2                | 1. tekma | 2. tekma |
| ----------------------- | ------------------ | ---------------------- | -------- | -------- |
| Bahami                  | 0–8                | Bermuda                | 0–5      | 0–3      |
| Britanski Deviški otoki | 2–3                | Dominika               | 2–3      | 0–0      |
| Barbados                | 4–1                | Ameriški Deviški otoki | 0–1      | 4–0      |
| Saint Kitts in Nevis    | 12–4               | Otoki Turks in Caicos  | 6–2      | 6–2      |
| Nikaragva               | 8–0                | Angvila                | 5–0      | 3–0      |
| Belize                  | 1–1 (gol v gosteh) | Kajmanji otoki         | 0–0      | 1–1      |
| Curaçao                 | 4–3                | Montserrat             | 2–1      | 2–2      |

## Drugi krog
Tudi žreb za drugi krog je potekal istega dne, na isti lokaciji kot žreb prvega kroga.
| Ekipa 1                      | Skupni rezultat    | Ekipa 2     | 1. tekma | 2. tekma |
| ---------------------------- | ------------------ | ----------- | -------- | -------- |
| Sveti Vincencij in Grenadine | 6–6 (gol v gosteh) | Gvajana     | 2–2      | 4–4      |
| Antigva in Barbuda           | 5–4                | Saint Lucia | 1–3      | 4–1      |
| Portoriko                    | 1–2                | Grenada     | 1–0      | 0–2      |
| Dominika                     | 0–6                | Kanada      | 0–2      | 0–4      |
| Dominikanska republika       | 1–5                | Belize      | 1–2      | 0–3      |
| Gvatemala                    | 1–0                | Bermuda     | 0–0      | 1–0      |
| Aruba                        | 3–2                | Barbados    | 0–2      | 3–0      |
| Saint Kitts in Nevis         | 3–6                | Salvador    | 2–2      | 1–4      |
| Curaçao                      | 1–1 (gol v gosteh) | Kuba        | 0–0      | 1–1      |
| Nikaragva                    | 4–1                | Surinam     | 1–0      | 3–1      |

## Tretji krog
Žreb za tretji krog pa je potekal 25. julija 2015, ob 18:00 (UTC+3), v Konstantinovsky Palace, v Strelni, v Sankt Peterburgu, v Rusiji.
| Ekipa 1                      | Skupni rezultat | Ekipa 2   | 1. tekma | 2. tekma |
| ---------------------------- | --------------- | --------- | -------- | -------- |
| Curaçao                      | 0–2             | Salvador  | 0–1      | 0–1      |
| Kanada                       | 4–1             | Belize    | 3–0      | 1–1      |
| Grenada                      | 1–6             | Haiti     | 1–3      | 0–3      |
| Jamajka                      | 4–3             | Nikaragva | 2–3      | 2–0      |
| Sveti Vincencij in Grenadine | 3–2             | Aruba     | 2–0      | 1–2      |
| Antigva in Barbuda           | 1–2             | Gvatemala | 1–0      | 0–2      |

## Četrti krog
Prav tako pa je žreb za četrti krog potekal istega dne, na isti lokaciji kot žreb tretjega kroga.

### Kriteriji
Kot v obliki ligi, razvrstitev ekip v vsaki skupini temelji na naslednjih merilih:
1. Točke (3 točke za zmago, 1 točka za neodločen izid, 0 točk za poraz)
2. Gol razlika
3. Doseženi goli
4. Točke v tekmah med izenačenimi ekipami
5. Gol razlika v tekmah med izenačenimi ekipami
6. Doseženi goli v tekmah med izenačenimi ekipami
7. Doseženi goli v gosteh v tekmah med izenačenimi ekipami
8. Fair play točke
  - Prvi rumeni karton: minus 1 točka
  - Posredno rdeči karton (drugi rumeni karton): minus 3 točke
  - Neposredni rdeči karton: minus 4 točke
  - Rumeni karton in neposredno rdeči karton: minus 5 točk
9. Žreb s strani organizacijskega odbora FIFA.

#### Skupina A
| POZ | Ekipa    | ŠT | Z | R | P | DG | PG | GR  | Točke | Opombe                |     | Mehika | Honduras | Kanada | Salvador |
| 1   | Mehika   | 6  | 5 | 1 | 0 | 13 | 1  | +12 | 16    | Uvrstitev v peti krog | —   | 0–0    | 2–0      | 3–0    |          |
| 2   | Honduras | 6  | 2 | 2 | 2 | 6  | 6  | 0   | 8     | Uvrstitev v peti krog | 0–2 | —      | 2–1      | 2–0    |          |
| 3   | Kanada   | 6  | 2 | 1 | 3 | 5  | 8  | –3  | 7     |                       | 0–3 | 1–0    | —        | 3–1    |          |
| 4   | Salvador | 6  | 0 | 2 | 4 | 4  | 13 | –9  | 2     | 1–3                   | 2–2 | 0–0    | —        |        |          |

Vir:[ FIFA]

#### Skupina B
| POZ | Ekipa     | ŠT | Z | R | P | DG | PG | GR | Točke | Opombe                |     | Kostarika | Panama | Haiti | Jamajka |
| 1   | Kostarika | 6  | 5 | 1 | 0 | 11 | 3  | +8 | 16    | Uvrstitev v peti krog | —   | 3–1       | 1–0    | 3–0   |         |
| 2   | Panama    | 6  | 3 | 1 | 2 | 7  | 5  | +2 | 10    | Uvrstitev v peti krog | 1–2 | —         | 1–0    | 2–0   |         |
| 3   | Haiti     | 6  | 1 | 1 | 4 | 2  | 4  | –2 | 4     |                       | 0–1 | 0–0       | —      | 0–1   |         |
| 4   | Jamajka   | 6  | 1 | 1 | 4 | 2  | 10 | –8 | 4     | 1–1                   | 0–2 | 0–2       | —      |       |         |

Vir:[ FIFA]

#### Skupina C
| POZ | Ekipa                        | ŠT | Z | R | P | DG | PG | GR  | Točke | Opombe                |     | Združene države Amerike | Trinidad in Tobago | Gvatemala | Sveti Vincencij in Grenadine |
| 1   | ZDA                          | 6  | 4 | 1 | 1 | 20 | 3  | +17 | 13    | Uvrstitev v peti krog | —   | 4–0                     | 4–0                | 6–1       |                              |
| 2   | Trinidad in Tobago           | 6  | 3 | 2 | 1 | 13 | 9  | +4  | 11    | Uvrstitev v peti krog | 0–0 | —                       | 2–2                | 6–0       |                              |
| 3   | Gvatemala                    | 6  | 3 | 1 | 2 | 18 | 11 | +7  | 10    |                       | 2–0 | 1–2                     | —                  | 9–3       |                              |
| 4   | Sveti Vincencij in Grenadine | 6  | 0 | 0 | 6 | 6  | 34 | –28 | 0     | 0–6                   | 2–3 | 0–4                     | —                  |           |                              |

Vir:[ FIFA]

## Peti korg
Žreb za peti krog pa so izvedli 8. julija 2016, ob 10:00 (UTC–4), na Sedežu konfederacije CONCACAF, v Miamiju, v ZDA

### Kriteriji
Kriteriji so enaki kot v četrtem krogu.
| POZ | Ekipa              | ŠT | Z | R | P | DG | PG | GR | Točke | Opombe                                        |     | Kostarika | Mehika | Panama | Honduras | Trinidad in Tobago | Združene države Amerike |
| 1   | Kostarika          | 2  | 2 | 0 | 0 | 6  | 0  | +6 | 6     | Uvrstitev na Svetovno prvenstvo 2018          | —   | T8        | T5     | T9     | T6       | 4–0                |                         |
| 2   | Mehika             | 2  | 1 | 1 | 0 | 2  | 1  | +1 | 4     | Uvrstitev na Svetovno prvenstvo 2018          | T3  | —         | T7     | T5     | T9       | T6                 |                         |
| 3   | Panama             | 2  | 1 | 1 | 0 | 1  | 0  | +1 | 4     | Uvrstitev na Svetovno prvenstvo 2018          | T10 | 0–0       | —      | T6     | T8       | T4                 |                         |
| 4   | Honduras           | 2  | 1 | 0 | 1 | 3  | 2  | +1 | 3     | Uvrstitev v med-konfederacijske kvalifikacije | T4  | T10       | 0–1    | —      | 3–1      | T8                 |                         |
| 5   | Trinidad in Tobago | 2  | 0 | 0 | 2 | 1  | 5  | –4 | 0     |                                               | 0–2 | T4        | T3     | T7     | —        | T10                |                         |
| 6   | ZDA                | 2  | 0 | 0 | 2 | 1  | 6  | –5 | 0     | T7                                            | 1–2 | T9        | T3     | T5     | —        |                    |                         |

Tekme odigrane 15. novembra 2016. Vir:[ FIFA]

## Med-konfederacijske kvalifikacije
| Ekipa 1           | Skupni rezultat | Ekipa 2      | 1. tekma   | 2. tekma    |
| ----------------- | --------------- | ------------ | ---------- | ----------- |
| CONCACAF 4. mesto | Play-off 1      | AFC 5. mesto | 6. nov '17 | 14. nov '17 |

## Strelci
Igralci s krepko še vedno sodelujejo v tekmovanju.
9 golov
- Carlos Ruiz

6 golov
- Jozy Altidore

5 golov
- Nelson Bonilla
- Oalex Anderson
- Tevin Slater

4 goli
- Deon McCaulay
- Cyle Larin
- Tosaint Ricketts
- Christian Bolaños
- Joevin Jones

3 goli
- Nahki Wells
- Duckens Nazon
- Romell Quioto
- Jesús Corona
- Carlos Chavarría
- Raúl Leguías
- Orlando Mitchum
- Harry Panayiotou
- Bobby Wood

2 gola
- Tevaughn Harriette
- Josh Parker
- Erixon Danso
- Emmerson Boyce
- Elroy Kuylen
- Justin Donawa
- Joel Campbell
- Rónald Matarrita
- Bryan Ruiz
- Johan Venegas
- Papito Merencia
- Alexander Larín
- Stefano Cincotta
- Dennis López
- Rafael Morales
- Gerson Tinoco
- Neil Danns
- Emery Welshman
- Darren Mattocks
- Andrés Guardado
- Juan Barrera
- Luis Fernando Copete
- Luis Galeano
- Manuel Rosas
- Luis Tejada
- Atiba Harris
- Joash Leader
- Myron Samuel
- Trevin Caesar
- Levi Garcia
- Kenwyne Jones
- Widlin Calixte
- Geoff Cameron
- Sacha Kljestan
- Christian Pulisic

1 gol
- Aaron Tumwa
- Myles Weston
- Jabarry Chandler
- Jamal Chandler
- Mario Harte
- Hadan Holligan
- Raheim Sargeant
- Harrison Róchez
- Tyrell Burgess
- Dante Leverock
- Zeiko Lewis
- Edward Moss
- Jordan Johnson
- Tesho Akindele
- David Edgar
- Atiba Hutchinson
- Manjrekar James
- Will Johnson
- Nikolas Ledgerwood
- Russell Teibert
- Mark Ebanks
- Johnny Acosta
- Randall Azofeifa
- Celso Borges
- Cristian Gamboa
- Marco Ureña
- Yénier Márquez
- Darryl Lachman
- Charlton Vicento
- Felitciano Zschusschen
- Glensworth Elizee
- Mitchell Joseph
- Randolph Peltier
- Geremy Lombardi
- Arturo Álvarez
- Jonathan Barrios
- Darwin Cerén
- Irvin Herrera
- Pablo Punyed
- Jamal Charles
- Anthony Straker
- Jairo Arreola
- Minor López
- Jean Márquez
- Carlos Mejía
- Brandon Beresford
- Ricky Shakes
- Kervens Belfort
- Wilde-Donald Guerrier
- Mechack Jérôme
- Kevin Lafrance
- Jean-Eudes Maurice
- Alberth Elis
- Boniek García
- Eddie Hernández
- Emilio Izaguirre
- Anthony Lozano
- Mario Martínez
- Simon Dawkins
- Clayton Donaldson
- Adrian Mariappa
- Je-Vaughn Watson
- Jürgen Damm
- Javier Hernández
- Héctor Herrera
- Raúl Jiménez
- Miguel Layún
- Hirving Lozano
- Rafael Márquez
- Héctor Moreno
- Ángel Sepúlveda
- Carlos Vela
- Lyle Taylor
- Jamal Willer
- Bradley Woods-Garness
- Norfran Lazo
- Abdiel Arroyo
- Felipe Baloy
- Armando Cooper
- Fidel Escobar
- Gabriel Torres
- Deniz Bozkurt
- Tishan Hanley
- Thrizen Leader
- Errol O'Loughlin
- Ryan Robbins
- Romaine Sawyers
- Kurt Frederick
- Troy Greenidge
- David Henry
- Tremain Paul
- Nazir McBurnette
- Shandel Samuel
- Cornelius Stewart
- Roxey Fer
- Sheldon Bateau
- Khaleem Hyland
- Carlyle Mitchell
- Kevin Molino
- Billy Forbes
- Paul Arriola
- Matt Besler
- Clint Dempsey
- Fabian Johnson
- Gyasi Zardes
- Graham Zusi
- Jamie Browne

1 avtogol
- Wes Morgan (proti Panami)
- Joan Morales (proti Grenadi)
- Thrizen Leader (proti Otokom Turks in Caicos)